# Wolf Point East Tower
Wolf Point East Tower est un gratte-ciel résidentiel situé dans le quartier de Wolf Point, au sud-ouest du secteur de Near North Side à un embranchement de la rivière Chicago, dans le centre-ville de Chicago (Illinois). 
L'immeuble compte environ 60 étages et mesure 204 mètres de haut. Il comprend 698 unités résidentielles. Bien qu'initialement prévu pour être un bâtiment à usage mixte lorsqu'il a été planifié en 2012 et approuvé en 2013, le bâtiment a été revu comme un immeuble d'appartements en 2016. La construction a commencé en 2017 et s'est achevée en 2020.
Wolf Point East Tower est le deuxième plus haut des trois bâtiments construits au sein du complexe appelé Wolf Point Towers.